# Anaxagorea meyeriana
Anaxagorea meyeriana är en kirimojaväxtart som beskrevs av Heinrich Zollinger. Anaxagorea meyeriana ingår i släktet Anaxagorea och familjen kirimojaväxter. Inga underarter finns listade i Catalogue of Life.